# Donnchadh Mór Ó Dálaigh
Donnchadh Mór Ó Dálaigh (englisch Donogh Mor O’Daly; * um 1175 wahrscheinlich im County Meath; † 1244 wahrscheinlich in Boyle Abbey) war ein irischer Dichter bardischer Tradition.
Ó Dálaigh soll Abt in Boyle Abbey im County Roscommon gewesen sein, wo er auch beerdigt wurde. Ihm wurden insgesamt etwa 160 Gedichte zugeschrieben, von denen lediglich eines keinen religiösen Inhalt hat. Unklar ist, ob die zugeschriebenen Gedichte alle vom selben Verfasser stammen, da James Hardiman 30 Dichter der Familie Ó Dálaigh aufzählt, die zwischen 1139 und 1680 wirkten.
In den Annalen von Clonmacnoise wird er als wichtigster Poet Irlands bezeichnet. Die Annalen der vier Meister erwähnen sein Tod unter der Jahreszahl 1244.
Bei Parkmore, südlich von Finvarra im Norden des County Clare, steht ein Denkmal, das an ihn erinnert. Hier sollen auch sein Haus und eine bardische Schule gestanden haben, deren Vorsitz er hatte. Das Denkmal steht als Säule auf einer sechseckigen gestuften Plattform, die dem Marktkreuz von Nouvaghal bei Kilfenora ähnelt. Spuren eines Erdwerks, das Überrest der Schule sein soll, liegen in der Nähe.
Sein Beiname „Ovid Irlands“, den bereits Edward O’Reilly erwähnt, der 1820 erstmals versuchte, eine Übersicht der von ihm stammenden Gedichte zu erstellen, soll ihm wegen der Gewandtheit (‚smoothness‘) seiner Verse gegeben worden sein.